# Caladenia
Genre
Classification phylogénétique
Caladenia est un genre végétal de la famille des Orchidaceae.

## Description

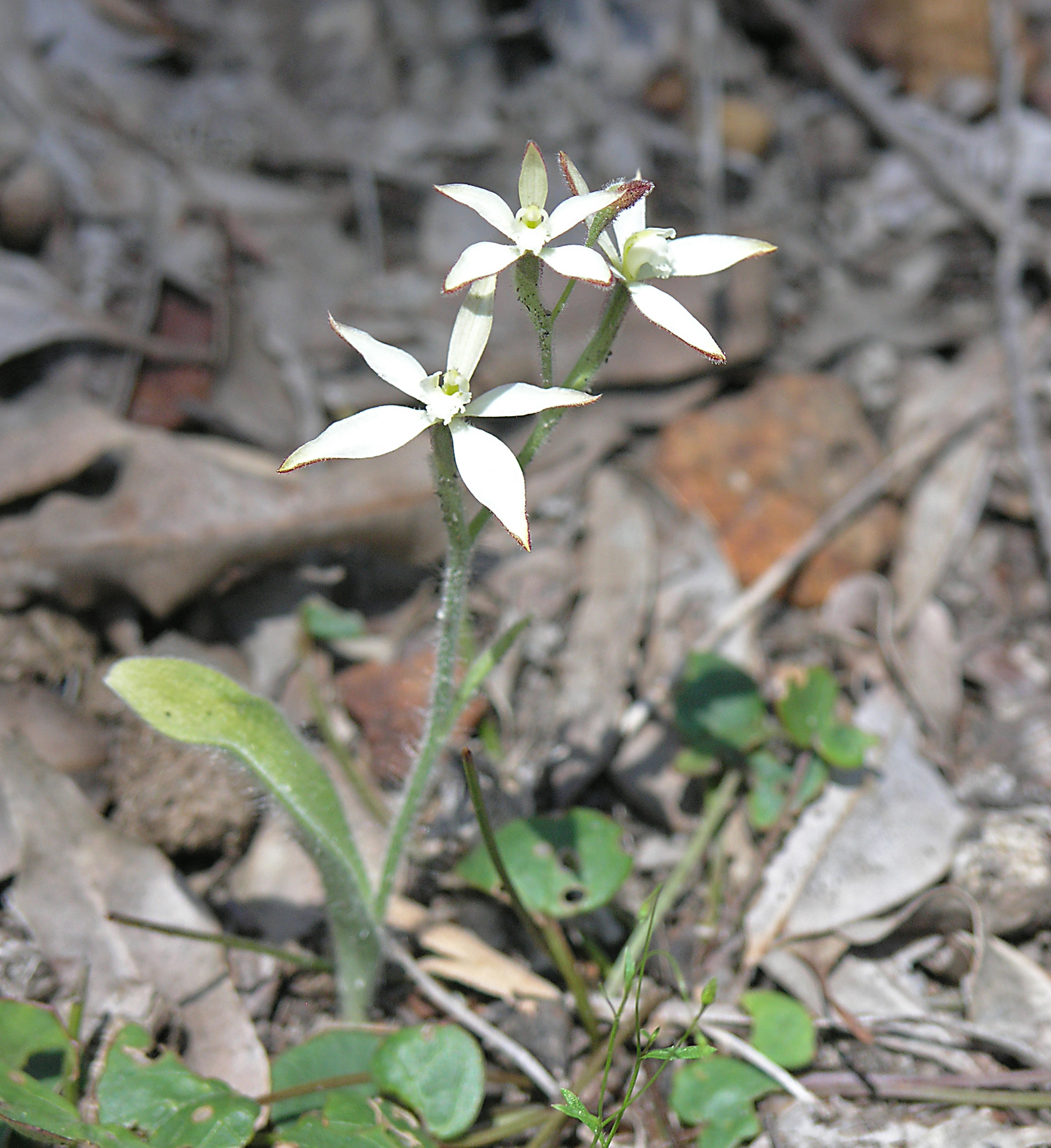
Feuilles et fleurs de Caladenia marginata

Ces plantes herbacées pérennes poussent à partir d'une racine tubéreuse blanche, arrondie, partiellement ou totalement entourée d’un revêtement fibreux. Les feuilles, simples, entières, velues, pétiolées, sont plutôt situées vers la base de la plante. Chaque feuille présente des nervures principales parallèles et des nervures secondaires transversales ou absentes.
Les fleurs apparaissent en position terminale, isolées ou en grappe lache. Elles sont précédées d'une seule bractée et d'un pédicelle. Ce sont généralement des fleurs de forme très irrégulières (zygomorphie), l'asymétrie concernant calice, corolle et étamines. Chaque fleur présente 3 sépales et 3 pétales libres et généralement colorés, mais la distinction sépale/pétale est difficile chez certaines espèces, qui paraissent avoir 5 sépales et 1 pétales, voire 6 tépales pour certaines.
Les organes reproducteurs mâles sont composés de 3 étamines soudées en colonne autour des organes reproducteurs femelles, une est fertile et les autres sont des staminodes, parfois très peu visibles. Les organes reproducteurs femelles comprennent un ovaire infère, composé de trois carpelles soudés et formant une seule loge. Cette dernière contient de nombreux ovules (d’une trentaine à plusieurs centaines). L'ovaire est surmonté d'un style s'achevant par un stigmate à trois lobes.
Le fruit est sec ; c'est une capsule contenant de 30 à environ 500 graines très petites, ne contenant pas d'amidon.

## Répartition et habitat
Les espèces de ce genre sont originaires de l'Asie et de l'Océanie, plus précisément de certaines îles du Pacifique telles que Java, Nouvelle-Zélande, Nouvelle-Calédonie ou Australie.

## Dénominations et systématique

### Historique du taxon
Cette espèce a été décrite scientifiquement en 1810 par le botaniste écossais Robert Brown dans Prodromus florae Novae Hollandiae et Insulae Van-Diemen.

### Espèces
Selon World Checklist of Selected Plant Families (WCSP) (12 mars 2012) :

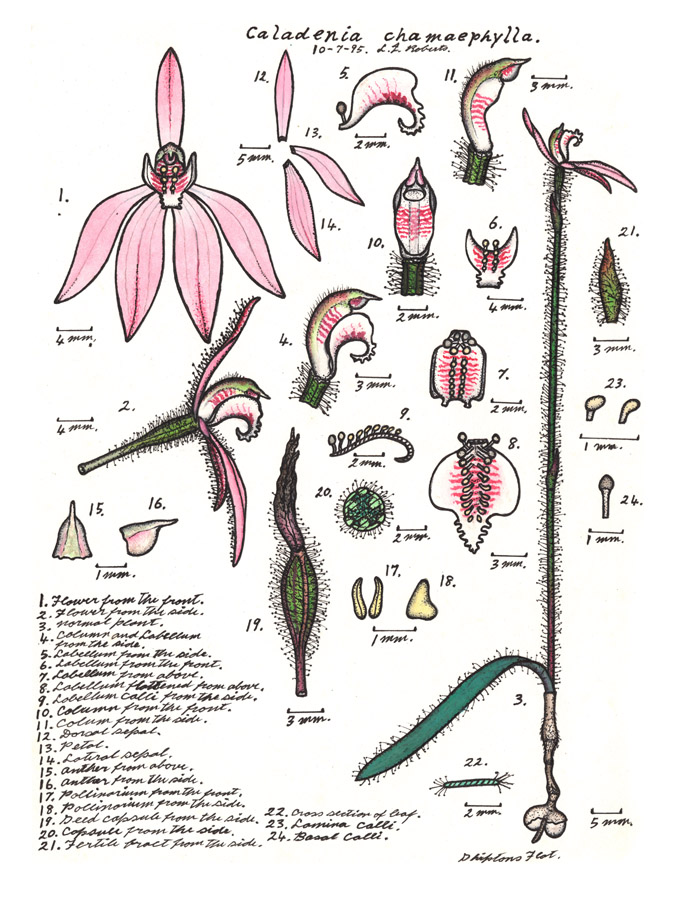
Caladenia chamaephylla, planche descriptive de Lewis Roberts, "Orchids of far north-eastern Queensland" (1995-2003)

- Caladenia abbreviata Hopper & A.P.Br. (2001)
- Caladenia actensis D.L.Jones & M.A.Clem. (1999)
- Caladenia × aestantha Hopper & A.P.Br. (2001)
- Caladenia aestiva D.L.Jones (1991)
- Caladenia alata R.Br. (1810)
- Caladenia amnicola D.L.Jones (1997)
- Caladenia amoena D.L.Jones (1994)
- Caladenia ampla (D.L.Jones) G.N.Backh. (2007)
- Caladenia ancylosa (D.L.Jones) G.N.Backh. (2007)
- Caladenia anthracina D.L.Jones (1998)
- Caladenia applanata Hopper & A.P.Br. (2001)
- Caladenia arenaria Fitzg. (1882)
- Caladenia arenicola Hopper & A.P.Br. (2001)
- Caladenia argocalla D.L.Jones (1991)
- Caladenia armata (D.L.Jones) G.N.Backh. (2010)
- Caladenia arrecta Hopper & A.P.Br. (2001)
- Caladenia atradenia D.L.Jones, Molloy & M.A.Clem. (1997)
- Caladenia atrata D.L.Jones (1994)
- Caladenia atrochila D.L.Jones (1998)
- Caladenia atroclavia D.L.Jones & M.A.Clem. (1988)
- Caladenia atrovespa (D.L.Jones) G.N.Backh. (2010)
- Caladenia attenuata (Brinsley) D.L.Jones (2000)
- Caladenia attingens Hopper & A.P.Br. (2001)
- Caladenia audasii R.S.Rogers (1927)
- Caladenia aurantiaca (R.S.Rogers) Rupp (1947)
- Caladenia aurulenta (D.L.Jones) R.J.Bates (2008)
- Caladenia australis G.W.Carr (1991)
- Caladenia barbarella Hopper & A.P.Br. (2001)
- Caladenia barbarossa Rchb.f. (1871)
- Caladenia bartlettii (Hatch) D.L.Jones, Molloy & M.A.Clem. (1997)
- Caladenia behrii Schltdl. (1847)
- Caladenia bicalliata R.S.Rogers (1909)
- Caladenia brachyscapa G.W.Carr (1988)
- Caladenia branwhitei (D.L.Jones) G.N.Backh. (2010)
- Caladenia brevisura Hopper & A.P.Br. (2001)
- Caladenia brownii Hopper (2001)
- Caladenia brumalis D.L.Jones (1991)
- Caladenia bryceana R.S.Rogers (1914)
- Caladenia busselliana Hopper & A.P.Br. (2001)
- Caladenia cadyi (D.L.Jones) G.N.Backh. (2010)
- Caladenia caesarea (Domin) M.A.Clem. & Hopper (1989)
- Caladenia cairnsiana F.Muell. (1870)
- Caladenia × cala Hopper & A.P.Br. (2001)
- Caladenia calcicola G.W.Carr (1986)
- Caladenia callitrophila D.L.Jones (1999)
- Caladenia calyciformis (R.S.Rogers) Hopper & A.P.Br. (2004)
- Caladenia campbellii D.L.Jones (1998)
- Caladenia capillata D.L.Jones (2000)
- Caladenia cardiochila Tate (1887)
- Caladenia carnea R.Br. (1810)
- Caladenia catenata (Sm.) Druce (1917)
- Caladenia caudata Nicholls (1948)
- Caladenia chamaephylla D.L.Jones (1999)
- Caladenia chapmanii Hopper & A.P.Br. (2001)
- Caladenia chlorostyla D.L.Jones, Molloy & M.A.Clem. (1997)
- Caladenia christineae Hopper & A.P.Br. (2001)
- Caladenia citrina Hopper & A.P.Br. (2001)
- Caladenia clarkiae D.L.Jones (1991)
- Caladenia clavescens (D.L.Jones) G.N.Backh. (2007)
- Caladenia clavigera A.Cunn. ex Lindl. (1840)
- Caladenia clavula D.L.Jones (1991)
- Caladenia cleistantha D.L.Jones (1991)
- Caladenia × coactescens Hopper & A.P.Br. (2001)
- Caladenia coactilis D.L.Jones (1991)
- Caladenia colorata D.L.Jones (1991)
- Caladenia concinna (Rupp) D.L.Jones & M.A.Clem. (1989)
- Caladenia concolor Fitzg. (1882)
- Caladenia conferta D.L.Jones (1991)
- Caladenia congesta R.Br. (1810)
- Caladenia corynephora A.S.George (1971)
- Caladenia cracens D.L.Jones (1996)
- Caladenia crebra A.S.George (1971)
- Caladenia cremna (D.L.Jones) G.N.Backh. (2007)
- Caladenia cretacea (D.L.Jones) G.N.Backh. (2007)
- Caladenia cristata R.S.Rogers (1923)
- Caladenia cruciformis D.L.Jones (1999)
- Caladenia cruscula Hopper & A.P.Br. (2001)
- Caladenia cucullata Fitzg. (1876)
- Caladenia curtisepala D.L.Jones (1991)
- Caladenia decora Hopper & A.P.Br. (2001)
- Caladenia denticulata Lindl. (1839)
- Caladenia dienema D.L.Jones (1998)
- Caladenia dilatata R.Br. (1810)
- Caladenia dimidia Hopper & A.P.Br. (2001)
- Caladenia dimorpha Fitzg. (1875)
- Caladenia discoidea Lindl. (1839)
- Caladenia dorrienii Domin, J. Linn. Soc. (1912)
- Caladenia douglasiorum (D.L.Jones) G.N.Backh. (2007)
- Caladenia doutchiae O.H.Sarg. (1921)
- Caladenia drakeoides Hopper & A.P.Br. (2001)
- Caladenia drummondii Benth. (1873)
- Caladenia dundasiae Hopper & A.P.Br. (2001)
- Caladenia echidnachila Nicholls (1933)
- Caladenia elegans Hopper & A.P.Br. (2001)
- Caladenia × eludens Hopper & A.P.Br. (2001)
- Caladenia × enigma Hopper & A.P.Br. (2001)
- Caladenia ensata Nicholls (1947)
- Caladenia ensigera (D.L.Jones) R.J.Bates (2008)
- Caladenia × ericksoniae Nicholls (1950)
- Caladenia × erminea Hopper & A.P.Br. (2001)
- Caladenia erythrochila Hopper & A.P.Br. (2001)
- Caladenia evanescens Hopper & A.P.Br. (2001)
- Caladenia excelsa Hopper & A.P.Br. (2001)
- Caladenia exilis Hopper & A.P.Br. (2001)
- Caladenia × exoleta Hopper & A.P.Br. (2001)
- Caladenia × exserta Hopper & A.P.Br. (2001)
- Caladenia exstans Hopper & A.P.Br. (2001)
- Caladenia falcata (Nicholls) M.A.Clem. & Hopper (1989)
- Caladenia ferruginea Nicholls (1947)
- Caladenia filamentosa R.Br. (1810)
- Caladenia filifera Lindl. (1839)
- Caladenia fitzgeraldii Rupp (1942)
- Caladenia flaccida D.L.Jones (1991)
- Caladenia flava R.Br. (1810)
- Caladenia flavovirens G.W.Carr (1991)
- Caladenia flindersica (D.L.Jones) R.J.Bates (2008)
- Caladenia footeana Hopper & A.P.Br. (2001)
- Caladenia formosa G.W.Carr (1991)
- Caladenia fragrantissima D.L.Jones & G.W.Carr (1989)
- Caladenia fuliginosa (D.L.Jones) R.J.Bates (2008)
- Caladenia fulva G.W.Carr (1991)
- Caladenia fuscata (Rchb.f.) M.A.Clem. & D.L.Jones (1989)
- Caladenia fuscolutescens Hopper & A.P.Br. (2001)
- Caladenia gardneri Hopper & A.P.Br. (2001)
- Caladenia georgei Hopper & A.P.Br. (2001)
- Caladenia gladiolata R.S.Rogers (1907)
- Caladenia gracilis R.Br. (1810)
- Caladenia gracillima (Rupp) D.L.Jones (2000)
- Caladenia graminifolia A.S.George (1971)
- Caladenia grampiana (D.L.Jones) G.N.Backh. (2007)
- Caladenia graniticola (Hopper & A.P.Br.) Hopper & A.P.Br. (2004)
- Caladenia granitora Hopper & A.P.Br. (2001)
- Caladenia harringtoniae Hopper & A.P.Br. (2001)
- Caladenia hastata (Nicholls) Rupp (1942)
- Caladenia heberleana Hopper & A.P.Br. (2001)
- Caladenia helvina D.L.Jones (1991)
- Caladenia hiemalis Hopper & A.P.Br. (2001)
- Caladenia hillmanii D.L.Jones (1994)
- Caladenia hirta Lindl. (1839)
- Caladenia hoffmanii Hopper & A.P.Br. (2001)
- Caladenia horistes Hopper & A.P.Br. (2001)
- Caladenia huegelii Rchb.f. (1871)
- Caladenia × hypata Hopper & A.P.Br. (2001)
- Caladenia × idiastes Hopper & A.P.Br. (2001)
- Caladenia incensa Hopper & A.P.Br. (2001)
- Caladenia incrassata Hopper & A.P.Br. (2001)
- Caladenia infundibularis A.S.George (1984)
- Caladenia insularis G.W.Carr (1991)
- Caladenia integra E.Coleman (1932 publ. 1933)
- Caladenia interanea (D.L.Jones) R.J.Bates (2008)
- Caladenia interjacens Hopper & A.P.Br. (2001)
- Caladenia intuta (D.L.Jones) R.J.Bates (2008)
- Caladenia iridescens R.S.Rogers (1920)
- Caladenia latifolia R.Br. (1810)
- Caladenia × lavandulacea R.S.Rogers (1927)
- Caladenia leptochila Fitzg., Gard. Chron., n.s. (1882)
- Caladenia leptoclavia D.L.Jones (1991)
- Caladenia lindleyana (Rchb.f.) M.A.Clem. & D.L.Jones (1989)
- Caladenia lobata Fitzg., Gard. Chron., n.s. (1882)
- Caladenia lodgeana Hopper & A.P.Br. (2001)
- Caladenia longicauda Lindl. (1839)
- Caladenia longiclavata E.Coleman (1930)
- Caladenia longifimbriata Hopper & A.P.Br. (2001)
- Caladenia longii R.S.Rogers (1932)
- Caladenia lorea Hopper & A.P.Br. (2001)
- Caladenia lowanensis G.W.Carr (1991)
- Caladenia luteola Hopper & A.P.Br. (2001)
- Caladenia lyallii Hook.f. (1853)
- Caladenia macroclavia D.L.Jones (1991)
- Caladenia macrostylis Fitzg., Gard. Chron., n.s. (1882)
- Caladenia magniclavata Nicholls (1947)
- Caladenia magnifica (Nicholls) D.L.Jones & G.W.Carr (1989)
- Caladenia marginata Lindl. (1839)
- Caladenia maritima D.L.Jones (1999)
- Caladenia melanema Hopper & A.P.Br. (2001)
- Caladenia mentiens D.L.Jones (1998)
- Caladenia meridionalis Hopper & A.P.Br. (2001)
- Caladenia mesocera Hopper & A.P.Br. (2001)
- Caladenia microchila Hopper & A.P.Br. (2001)
- Caladenia minor Hook.f. (1853)
- Caladenia montana G.W.Carr (1991)
- Caladenia moschata (D.L.Jones) G.N.Backh. (2010)
- Caladenia multiclavia Rchb.f. (1871)
- Caladenia nana Endl. (1846)
- Caladenia necrophylla D.L.Jones (1991)
- Caladenia nivalis Hopper & A.P.Br. (2001)
- Caladenia nobilis Hopper & A.P.Br. (2001)
- Caladenia nothofageti D.L.Jones, Molloy & M.A.Clem. (1997)
- Caladenia occidentalis Hopper & A.P.Br. (2001)
- Caladenia oenochila G.W.Carr (1991)
- Caladenia oreophila (D.L.Jones) G.N.Backh. (2007)
- Caladenia orestes (D.L.Jones) G.N.Backh. (2010)
- Caladenia orientalis (G.W.Carr) Hopper & A.P.Br. (2004)
- Caladenia ornata (Nicholls) D.L.Jones (2000)
- Caladenia × ornata Hopper & A.P.Br. (2001)
- Caladenia osmera (D.L.Jones) G.N.Backh. (2007)
- Caladenia ovata R.S.Rogers (1909)
- Caladenia pachychila Hopper & A.P.Br. (2001)
- Caladenia pallida Lindl. (1840)
- Caladenia paludosa Hopper & A.P.Br. (2001)
- Caladenia paradoxa Hopper & A.P.Br. (2001)
- Caladenia parva G.W.Carr (1991)
- Caladenia patersonii R.Br. (1810)
- Caladenia pectinata R.S.Rogers (1923)
- Caladenia peisleyi (D.L.Jones) G.N.Backh. (2007)
- Caladenia pendens Hopper & A.P.Br. (2001)
- Caladenia petrensis A.P.Br. & G.Brockman (2007)
- Caladenia phaeoclavia D.L.Jones (1991)
- Caladenia pholcoidea Hopper & A.P.Br. (2001)
- Caladenia picta (Nicholls) M.A.Clem. & D.L.Jones ex Chapm. (1991)
- Caladenia pilotensis D.L.Jones (1999)
- Caladenia plicata Fitzg., Gard. Chron., n.s. (1882)
- Caladenia polychroma Hopper & A.P.Br. (2001)
- Caladenia postea Hopper & A.P.Br. (2001)
- Caladenia procera Hopper & A.P.Br. (2001)
- Caladenia prolata D.L.Jones (1991)
- Caladenia pulchra Hopper & A.P.Br. (2001)
- Caladenia pumila R.S.Rogers (1922)
- Caladenia pusilla W.M.Curtis (1979)
- Caladenia quadrifaria (R.S.Rogers) D.L.Jones (1991)
- Caladenia radialis R.S.Rogers (1927)
- Caladenia radiata Nicholls (1949)
- Caladenia remota Hopper & A.P.Br. (2001)
- Caladenia reptans Lindl. (1839)
- Caladenia × resupina Hopper & A.P.Br. (2001)
- Caladenia reticulata Fitzg., Gard. Chron., n.s. (1882)
- Caladenia rhomboidiformis (E.Coleman) M.A.Clem. & Hopper (1989)
- Caladenia richardsiorum D.L.Jones (1991)
- Caladenia rigens D.L.Jones (1991)
- Caladenia rigida R.S.Rogers (1930)
- Caladenia rileyi D.L.Jones (1997)
- Caladenia robinsonii G.W.Carr (1991)
- Caladenia roei Benth. (1873)
- Caladenia rosella G.W.Carr (1988)
- Caladenia saccata (R.S.Rogers) Hopper & A.P.Br. (2004)
- Caladenia saggicola D.L.Jones (1998)
- Caladenia sanguinea D.L.Jones (1999)
- Caladenia saxatilis (D.L.Jones) R.J.Bates (2008)
- Caladenia saxicola A.P.Br. & G.Brockman (2007)
- Caladenia septuosa D.L.Jones (1991)
- Caladenia serotina Hopper & A.P.Br. (2002)
- Caladenia sigmoidea R.S.Rogers (1938)
- Caladenia speciosa Hopper & A.P.Br. (2001)
- Caladenia × spectabilis Hopper & A.P.Br. (2001)
- Caladenia splendens Hopper & A.P.Br. (2001)
- Caladenia startiorum Hopper & A.P.Br. (2001)
- Caladenia stellata D.L.Jones (1991)
- Caladenia stricta (R.J.Bates) R.J.Bates (1987)
- Caladenia strigosa (D.L.Jones) R.J.Bates (2008)
- Caladenia subtilis D.L.Jones (1999)
- Caladenia × suffusa Hopper & A.P.Br. (2001)
- Caladenia sylvicola D.L.Jones (1998)
- Caladenia tensa G.W.Carr (1991)
- Caladenia tentaculata Schltdl. (1847)
- Caladenia tessellata Fitzg. (1876)
- Caladenia testacea R.Br. (1810)
- Caladenia thinicola Hopper & A.P.Br. (2001)
- Caladenia thysanochila G.W.Carr (1991)
- Caladenia tonellii D.L.Jones (1998)
- Caladenia toxochila Tate (1889)
- Caladenia transitoria D.L.Jones (1998)
- Caladenia × triangularis R.S.Rogers (1927)
- Caladenia × tryphera Hopper & A.P.Br. (2001)
- Caladenia uliginosa A.S.George (1984)
- Caladenia ultima Hopper & A.P.Br. (2001)
- Caladenia ustulata (D.L.Jones) G.N.Backh. (2010)
- Caladenia valida (Nicholls) M.A.Clem. & D.L.Jones (1989)
- Caladenia × variabilis Nicholls (1950)
- Caladenia variegata Colenso (1885)
- Caladenia venusta G.W.Carr (1991)
- Caladenia verrucosa G.W.Carr (1991)
- Caladenia versicolor G.W.Carr (1991)
- Caladenia villosissima (G.W.Carr) Hopper & A.P.Br. (2004)
- Caladenia viridescens Hopper & A.P.Br. (2001)
- Caladenia voigtii Hopper & A.P.Br. (2001)
- Caladenia vulgaris D.L.Jones (1991)
- Caladenia vulgata Hopper & A.P.Br. (2001)
- Caladenia wanosa A.S.George (1984)
- Caladenia whiteheadii (D.L.Jones) G.N.Backh. (2010)
- Caladenia williamsiae Hopper & A.P.Br. (2001)
- Caladenia winfieldii Hopper & A.P.Br. (2001)
- Caladenia woolcockiorum D.L.Jones (1991)
- Caladenia xantha Hopper & A.P.Br. (2001)
- Caladenia xanthochila D.Beards. & C.Beards. (1992)
- Caladenia xantholeuca D.L.Jones (1991)
- Caladenia zephyra (D.L.Jones) R.J.Bates (2008)